# Восстание в Гостиваре и Тетове
Восстание в Гостиваре и Тетове (макед. Деветтојулски настани во Гостивар и Тетово) — противостояние между полицией Республики Македония и албанцами в городах Тетово и Гостивар, прошедшее 9 июля 1997 года.

## Предыстория
В 1996 году в стране был принят новый закон о местных выборах. Кандидаты из Демократической партии албанцев (ДНА) одержали победу в нескольких муниципалитетах на западе страны. Мэр Гостивара Руфи Османи и мэр Тетова Алайдин Демири подняли флаг Албании над зданиями правительств муниципалитетов, несмотря на то, что это запрещено в соответствии с Конституцией страны. В обществе начались споры и дебаты о том, должно ли правительство Республики Македония вмешаться в происходящее и снять албанские флаги. С июня в парламенте страны шла дискуссия о допустимости использовании албанского флага, некоторые депутаты поддержали идею о том, что флаг допустимо использовать на праздничных мероприятиях. Когда правительство Республики Македония объявило, что флаги с правительственных зданий необходимо снять, этнические албанцы отреагировали на это крайне негативно. Премьер-министр Бранко Црвенковский решил провести полицейскую операцию в двух городах по снятию албанских флагов с административных учреждений.

## Беспорядки
8 июля 1997 года ночью в Гостиваре начался полицейский рейд: в городе была приостановлена подача электроэнергии, а затем полиция ворвалась в помещения нескольких ночных баров. На следующий день, примерно в полдень, несколько тысяч человек провели акции протеста на площади Гостивара, размахивая албанскими флагами. Мэр Руфи Османи выступил перед толпой, которая скандировала различные лозунги, в том числе «Албания, Албания». Причиной этого протеста стало решение Конституционного суда о недопустимости использовании албанского флага в общественных местах Республики Македония. В 15:00 подразделения полиции специального назначения прибыли в здание правительства Гостивара, где начали снимать флаги. Внезапно в разных концах города стала слышна стрельба из автоматического оружия, что вызвало ответную стрельбу со стороны полицейских; были убиты четыре албанца, начались массовые аресты, что в итоге привело к хаосу. После череды арестов албанский флаг был снят со здания правительства, но македонский флаг также был уничтожен толпой. Мэры Гостивара и Тетова были арестованы, а в последующие дни в городах действовал комендантский час.
10 июля продолжились волнения с использованием огнестрельного оружия со стороны албанцев и македонцев Гостивара, в результате чего получили ранения 70 человек, в том числе трое полицейских. В июле две основные албанские партии: Партия демократического процветания и Национальная демократическая партия, провели совместный съезд в Тетове по просьбе албанской общественности. По результатам съезда было принято решение о создании албанской военизированной полиции в чёрной форме по аналогии с албанской фашистской милицией в годы Второй мировой войны.

## Последствия
Оба мэра, Руфи Османи и Алайдин Демири, были приговорены к длительному сроку (13 лет и 2 года) лишения свободы за преступление против государства. Позднее они были помилованы коалиционным правительством ВМРО-ДПМНЕ и ДНА. Руфи Османи подал иск против государства в Европейский суд по правам человека, но он был отклонен.
Македонцы воспринимают произошедшие события в Гостиваре и Тетове как восстановление конституционного порядка в городах, в то время как албанцы восприняли полицейские рейды как нарушение прав человека и проявление дискриминации по национальному признаку.